# Gerald Melzer
 Gerald Melzer  (Viena, 13 de julio de 1990) es un tenista profesional austríaco.

## Carrera
Comenzó a jugar tenis a los 8-9 años a causa de su hermano mayor, Jurgen, que es un jugador profesional de tenis y su ídolo. Habla Inglés y alemán y considera a la arcilla como su superficie favorita y el revés su tiro favorito.
Su ranking más alto a nivel individual fue el puesto Nº 115, alcanzado el 7 de marzo de 2016. A nivel de dobles alcanzó el puesto Nº 197 el 28 de abril de 2014.
Ha ganado hasta el momento 4 título de la categoría ATP Challenger Series, uno en la modalidad de individuales y los tres restantes en la de dobles.

### 2008 - 2010
La mejor actuación de Melzer en el año 2008 fue disputar con éxito la fase clasificatorio y llegar a la segunda ronda del torneo Challenger ATP en Graz. En este mismo torneo pero en la modalidad de dobles ganó su primer título junto a su hermano Jürgen.
En el 2009 junto con su compatriota Philipp Oswald ganó un torneo de dobles de la serie Future.
En julio de 2010, Gerald Melzer disputó con éxito la fase clasificatoria del Torneo de Umag para disputar entonces, por primera vez en el cuadro principal de un torneo del ATP World Tour. Cayó derrotado en la primera ronda ante el checo Jan Hájek claramente por 4-6, 3-0-6. En septiembre del mismo año ganó sus primeros tres torneos Futuros en Burundi, Ruanda y Uganda.

### 2011 - 2013
Después de un comienzo mediocre de la temporada 2011, Melzer ganó su cuarto torneo Future en mayo en los Estados Unidos, disputando también en el mismo evento, la final de dobles. En noviembre Melzer logró defender con éxito el título en los torneos Futures en Burundi y Ruanda. 
Durante el 2012, Melzer ganó en febrero y mayo respectivamente, un torneo de la serie Future en Chile y en los Estados Unidos. Ha ganado hasta ahora un total de ocho torneos de esta categoría. En dobles, ganó dos torneos futuros, así como su segundo torneo hasta el momento de la categoría Challenger. 
En el año 2013, en el mes de abril Melzer pasó la fase de clasificación para el Torneo de Houston, y se quedó por segunda vez en su carrera en el cuadro principal de un torneo ATP. Sin embargo, cayó derrotado en la primera ronda pro 6-2, 6-2 frente al italiano Paolo Lorenzi.

### 2014
En el mes de febrero, Gerald Melzer se convirtió en el hombre del Morelos Open al proclamarse doble campeón del torneo. Ya que el austriaco logró coronarse en la modalidad de individuales al vencer al gran favorito, el dominicano Víctor Estrella por 6-1 y 6-4 y en dobles, junto con el eslovaco Andrej Martin, derrotaron a la dupla mexicana de Miguel Ángel Reyes-Varela y Alejandro Moreno Figueroa por parciales de 6-2 y 6-4. En los inicios del partido, Gerald Melzer tomó ventaja sobre Víctor Estrella, quien fue sorprendido por la velocidad del golpeo del austriaco y logró ganar el primer set fácilmente con un 6/1. En el segundo, ganaba el de Austria, pero Víctor Estrella le dio la vuelta 3-2, pero Gerald Melzer nuevamente tomó la ventaja, se pone 5-3 y aunque el dominicano reaccionó, no le alcanzó para obtener buen resultado, al dejar los cartones 6-4. Posterior a la ceremonia de premiación de individuales y del descanso obligado a Gerald Melzer, se realizó el partido de dobles donde se tuvo un emotivo ambiente al ser finalista la pareja mexicana Miguel Ángel Reyes-Varela y Alejandro Moreno Figueroa.

## Títulos Challenger; 13 (8 + 5)
| Leyenda               | Individuales | Dobles |
| --------------------- | ------------ | ------ |
| ATP Challenger Series | 8            | 5      |

### Individuales
| N.º | Fecha      | Torneo                    | Superficie    | Rival en la final  | Resultado        |
| --- | ---------- | ------------------------- | ------------- | ------------------ | ---------------- |
| 1.  | 22.02.2014 | Challenger de Morelos     | Dura          | Víctor Estrella    | 6-1, 6-4         |
| 2.  | 10.01.2016 | Challenger de Mendoza     | Tierra batida | Axel Michon        | 4–6, 6–4, 6–0    |
| 3.  | 31.01.2016 | Challenger de Bucaramanga | Tierra batida | Paolo Lorenzi      | 6–3, 6–1         |
| 4.  | 21.02.2016 | Challenger de Morelos     | Dura          | Alejandro González | 7–6(4), 6–3      |
| 5.  | 8.10.2016  | Challenger de Mohammedía  | Tierra batida | Stefanos Tsitsipas | 3–6, 6–3, 6–2    |
| 6.  | 29.10.2017 | Challenger de Lima        | Tierra batida | Jozef Kovalík      | 7-5, 7-6(4)      |
| 7.  | 04.11.2017 | Challenger de Guayaquil   | Tierra batida | Facundo Bagnis     | 6-3, 6-1         |
| 8.  | 24.10.2021 | Challenger de Bogotá      | Tierra batida | Facundo Mena       | 6-2, 3-6, 7-6(5) |

### Dobles
| N.º | Fecha      | Torneo                | Superficie | Pareja          | Rival en la final                                   | Resultado           |
| --- | ---------- | --------------------- | ---------- | --------------- | --------------------------------------------------- | ------------------- |
| 1.  | 28.07.2008 | Challenger de Graz    | Tierra     | Jürgen Melzer   | Julien Jean-Pierre Nicolas Renavand                 | 1-6, 7-6(8), [10-4] |
| 2.  | 29.07.2012 | Challenger de Tampere | Tierra     | Michael Linzer  | Niels Desein Andre Ghem                             | 6–1, 7-6(3)         |
| 3.  | 22.02.2014 | Challenger de Morelos | Dura       | Andrej Martin   | Alejandro Moreno Figueroa Miguel Ángel Reyes-Varela | 6-2, 6-4            |
| 4.  | 24.07.2017 | Challenger de Cortina | Tierra     | Guido Andreozzi | Steven de Waard Ben McLachlan                       | 6-2, 7-6(4)         |
| 5.  | 02.10.2021 | Challenger de Lima    | Tierra     | Julian Lenz     | Fernando Romboli Nicolas Barrientos                 | 7-6(4), 7-6(3)      |